# Karol Bystrzonowski
Karol Bystrzonowski  z Bystrzanowic  Bystronowski herbu Starykoń (ur. 1710, zm. 1752) – wojski chęciński.
Urodzony   1710. Pochodził z rodu Szafrańców-Bystrzanowskich pieczętującego się herbem Starykoń (Szafraniec).  Mąż Apolonii z Misiowskich z Irządz.Miał córkę o imieniu Domicela.
Jego synami byli Kajetan Szafraniec-Bystrzanowski, kasztelan małogoski, Klemens, Michał, Sebastian Szafraniec-Bystrzanowski (1730–1795) - podczaszy, stolnik, chorąży Chęcinski (1783), kawaler orderu świętego Stanisława (1785), pokojowy dwórzanin królewski (1758).